# Victoria Cabezas
Victoria Cabezas Green (Estados Unidos, 1950) es una artista visual y fotógrafa estadounidense que ha desarrollado su producción en Costa Rica.

## Biografía
Ella nació en Estados Unidos pero creció y se formó en Costa Rica, y posteriormente en el Pratt Institute de Nueva York y en la Florida State University. Se ha especializado en áreas de las artes visuales como el grabado, la fotografía, y el trabajo con objetos, estudiando cada una de estas disciplinas y relacionándolas de diversos modos en su trabajo artístico. También ha sido docente de diseño y fotografía en la Escuela de Artes Plásticas de la Universidad de Costa Rica, y fungió como Decana de la Facultad de Bellas Artes de dicha institución entre 1991 y 1995.
Victoria Cabezas ha expuesto individualmente en lugares como el Consejo Mexicano de Fotografía, el David Rockefeller Center for Latin American Studies de la Universidad de Harvard y el Museo de Arte y Diseño Contemporáneo de Costa Rica. Asimismo, ha expuesto colectivamente en Estados Unidos, España, Francia, Costa Rica, Guatemala y Perú.

## Trabajo artístico
El trabajo de Victoria Cabezas gira en torno a ¨la experimentación del lenguaje fotográfico, así como a la indagación sobre elementos propios de la religiosidad costarricense y sus representaciones en la esfera de lo cotidiano¨. De este modo, la utilización de una estética kitsch resulta evidente en gran parte del trabajo desarrollado por Cabezas, lo cual se manifiesta en el ¨registro de recintos privados, cargados de significados culturales por medio de objetos que a su vez refieren a otros sistemas sociales, temporales y simbólicos más complejos¨. Otra cuestión recurrente en sus investigaciones artísticas es el problema de la tropicalidad vivido y comprendido desde la región centroamericana, esto es abordado por la artista mediante la imagen de los bananos, vistos como el ícono visual por excelencia para denotar la explotación socioeconómica padecida por el istmo en el pasado. La utilización de la imagen del banano mediante el ensamblaje de objetos también llevó a la artista a realizar los primeros trabajos relacionados con el arte-objeto en la región durante los años ochenta. Otras inquietudes artísticas de Victoria Cabezas giran en torno a la memoria personal, la relación entre el espectador y la obra, y los cuestionamientos al discurso y a los códigos del arte contemporáneo en general.

## Obras
Obras seleccionadas
La Historia Oficial. Ensamblaje (documentos, envases de Coca Cola, donas, tela, marco, fotografía digital, láminas acrílicas). 282 x 412 cm. 2000.
Banana Thesis. Copia de la tesis presentada por la artista al optar por el grado de Master of Fine Arts en la Florida State University en 1973. 21.59 x 27.94 cm. 1973.
Detalle del portal de doña Antonia Mora. Fotografía en color con plateado selectivo. 50 x 60 cm (con marco). 1998.

## Exposiciones
2019 – “Victoria Cabezas and Priscilla Monge: Give Me What You Ask For”, Americas Society, Nueva York
2018 – "Radical Women: Latin American Art, 1960-1985", Brooklyn Museum of Art, Nueva York
2012 – “Propio y Ajeno”, Museo de Arte y Diseño Contemporáneo, San José
1998-1999 – “No todo lo que brilla es oro”, David Rockefeller Center for Latin American Studies, Harvard University, Cambridge, Massachusetts
1997 – “Obra reciente de Victoria Cabezas”, Galería José Luis López Escarré, Teatro Nacional, San José
1984 – “Mujeres, Gatos y Televisores – Fotografías de Victoria Cabezas”, Consejo Mexicano de Fotografía, A.C., México, D.F.
1983 – “Fotografías de Victoria Cabezas”, Museo de Arte Costarricense, San José
1983 – “Fotografías de Victoria Cabezas”, Centro Cultural Costarricense Norteamericano y Escuela de Artes Plásticas de la Universidad de Costa Rica, San José
1974 – “Victoria Cabezas y Fernán Meza”, Centro Cultural Costarricense Norteamericano, San José